# Kompatybilność elektromagnetyczna
Kompatybilność elektromagnetyczna (ang. ElectroMagnetic Compatibility – EMC) – zdolność danego urządzenia elektrycznego lub elektronicznego do poprawnej pracy w określonym środowisku elektromagnetycznym i nieemitowanie zaburzeń pola elektromagnetycznego zakłócającego poprawną pracę innych urządzeń pracujących w tym środowisku.
Oznacza to spełnienie trzech kryteriów:
- urządzenie (system) nie powoduje zakłóceń w pracy innych urządzeń (systemów),
- urządzenie (system) nie jest podatne na zaburzenia emitowane i wytwarzane przez inne urządzenia (systemy) oraz na zjawiska pochodzenia naturalnego jak wyładowania elektrostatyczne czy wyindukowane napięcia i pola pochodzenia burzowego,
- urządzenie (system) nie powoduje zakłóceń w swojej pracy.

Środowisko elektromagnetyczne jest to miejsce użytkowania urządzenia określone poziomem i charakterem zaburzeń pochodzących od ich źródeł. Źródłami tymi mogą być obiekty emitujące fale elektromagnetyczne celowo (np. nadajniki radiowe, telewizyjne lub radiolokacyjne) lub przypadkowo (np. urządzenia AGD).
Zgodnie z zaleceniami Polskiego Komitetu Normalizacyjnego termin „zaburzenie elektromagnetyczne” oznacza przyczynę, czyli zjawisko elektromagnetyczne, które może powodować „zakłócenie”, czyli degradację pracy urządzenia.
Pomiar emisji promieniowanych zaburzeń elektromagnetycznych i badania odporności na pole elektromagnetyczne wykonuje się w komorze bezodbiciowej EMC.
Do badań EMC wykonywanych przez akredytowane laboratoria zalicza się m.in.::
- badania ESD - odporności na wyładowania elektrostatyczne, wg PN-EN 61000-4-2:2011
- badania Burst - odporności na serie szybkich elektrycznych stanów przejściowych, wg PN-EN 61000-4-4:2013-05
- badania Surge - odporności na wysokoenergetyczne udary, wg PN-EN 61000-4-5:2014-10 + A1:2018-01